# The Connaught

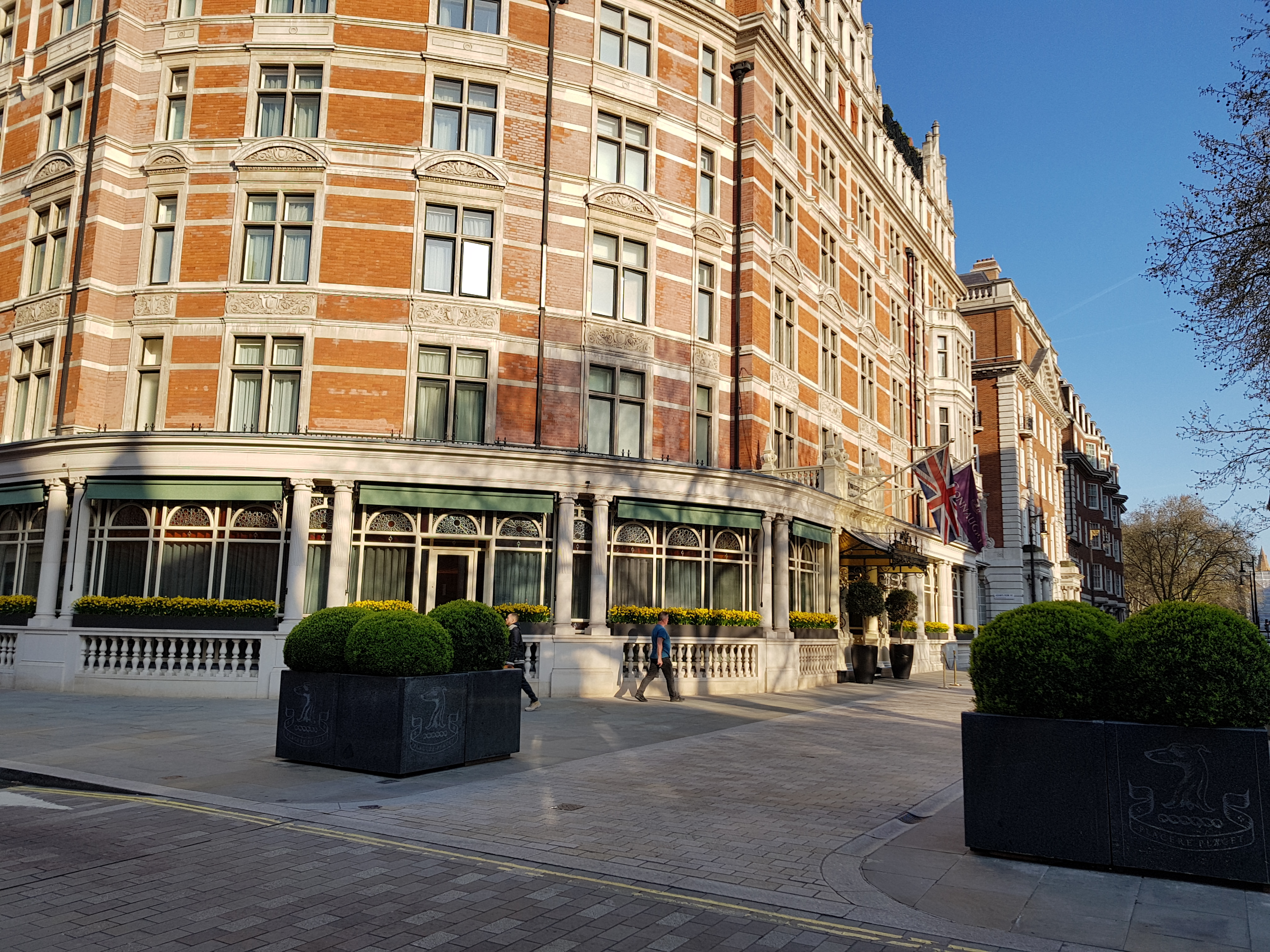
The Connaught 2018

The Connaught ist ein 5-Sterne-Hotel am Carlos Place im Londoner Stadtteil Mayfair.

## Geschichte
Ein erstes Hotel wurde 1815 von Alexander Grillon in der Albermale Street, Mayfair unter dem Namen Prince of Saxe Hotel eröffnet. Der Duke of Westminster hatte die Umgebung dafür ändern lassen; so entstand der Carlos Place. 1892 entschied sich der damalige Inhaber Scorrier, das Hotel umzubauen, jedoch dauerte es zwei Jahre, bis das Gebäude abgerissen und der Neubau begonnen werden konnte.
Im Zweiten Weltkrieg lebten der französische General im Exil Charles de Gaulle und der amerikanische Admiral Alan G. Kirk, der die Invasion in der Normandie plante, im Connaught.
Das neue Coburg Hotel wurde 1897 eröffnet. Während des Ersten Weltkrieges 1917 wurde entschieden, dass der Name des Hotels weniger Deutsch klingen soll; es wurde schließlich in The Connaught umbenannt. Dieser Name wurde vom Titel eines der Söhne Queen Victorias inspiriert – Prince Arthur, Erster Duke of Connaught.
Das Restaurant „Hélène Darroze at the Connaught“ von Hélène Darroze wurde 2021 erstmals mit 3 Michelin-Sternen ausgezeichnet.

## Umbau
Im März 2007 wurde The Connaught  wegen eines umfassenden Umbaus geschlossen und von Guy Oliver komplett neu gestaltet. 88 Räume wurden neu eingerichtet. Das Finanzvolumen des Umbaus betrug 70 Millionen Pfund Sterling
Das 5-Sterne-Hotel wurde im Dezember 2007 neu eröffnet, die Connaught Bar folgte im Jahr 2008. Die Bar wurde von David Collins entworfen und wird von Agostino Perrone betrieben. Sie hat mehrere internationale Auszeichnungen erhalten, etwa als World’s Best Cocktail Bar 2012 und 2016.